# Jean de la Marche
Jean de la Marche (†1392) fue un sacerdote católico francés, religioso trinitario, redentor general y ministro general de la Orden de 1374 hasta su muerte.

## Biografía
Jean de la Marche nació en la antigua región de Borgoña (hoy parte de Francia, probablemente en la localidad de La Marche. Ingresó a la Orden de la Santísima Trinidad, donde fue ordenado sacerdote. En su tiempo fue conocido como el doctor theologus, por sus conocimientos en teología, fue profesor en la Universidad de París. En el capítulo general de la Orden de 1374 fue elegido ministro general. Fue durante su gobierno que se produjo el Cisma de Occidente (1378) y como francés, se sometió a la obediencia del papa de Aviñón, lo que causó también un cisma al interno de la Orden trinitaria. Murió en 1392.